# Tiffany & Co.
Tiffany & Co. é uma empresa norte-americana do ramo de comércio de joias. Foi fundada em Nova Iorque em 18 de setembro de 1837, por Charles Lewis Tiffany e Teddy Young, e se chamava Tiffany, Young and Ellis. O nome atual passou a ser usado em 1853, quando Charles Tiffany assumiu sozinho o controle da empresa. Possui 64 lojas no país e 103 lojas espalhadas pelo mundo.
A loja matriz está localizada na esquina da Fifth Avenue com 57th Street, em Manhattan, e é um dos prédios incluídos no Registro Nacional de Locais Históricos dos EUA. A loja serviu de locação para inúmeros filmes, entre eles Breakfast at Tiffany's, estrelado por Audrey Hepburn, e Sweet Home Alabama.
A empresa foi recentemente adquirida pela Louis Vuitton por cerca de 14,7 mil milhões de euros.
Após o acordo de aquisição, e na sequência dos efeitos da Covid-19 nos EUA, o Grupo LVHM tenta rever os termos do acordo para baixar o preço a pagar. 

## No Brasil
A grife Tiffany & Co tem 6 unidades no Brasil:
• São Paulo: Shopping jk iguatemi, Shopping Cidade Jardim e Shopping Iguatemi São Paulo;
• Rio de Janeiro: Shopping Village Mall;
• Curitiba: Shopping Pátio Batel;
• Brasília: Shopping Iguatemi Brasília.

## Imagens

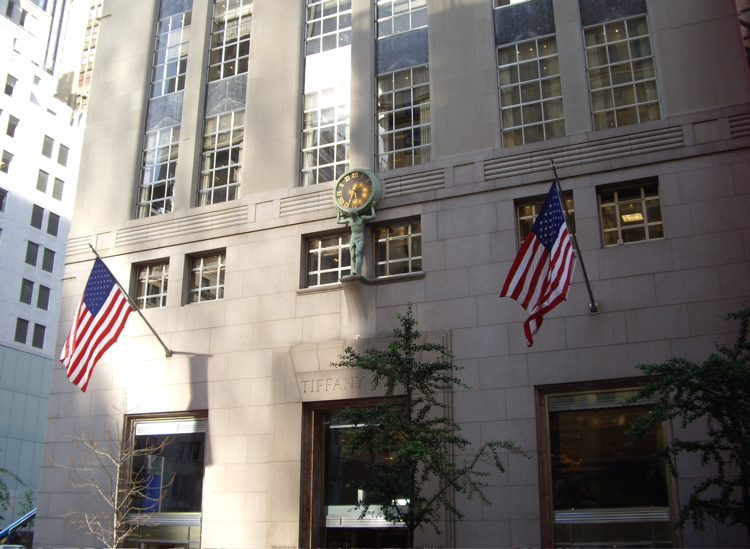
Quinta Avenida (EUA)
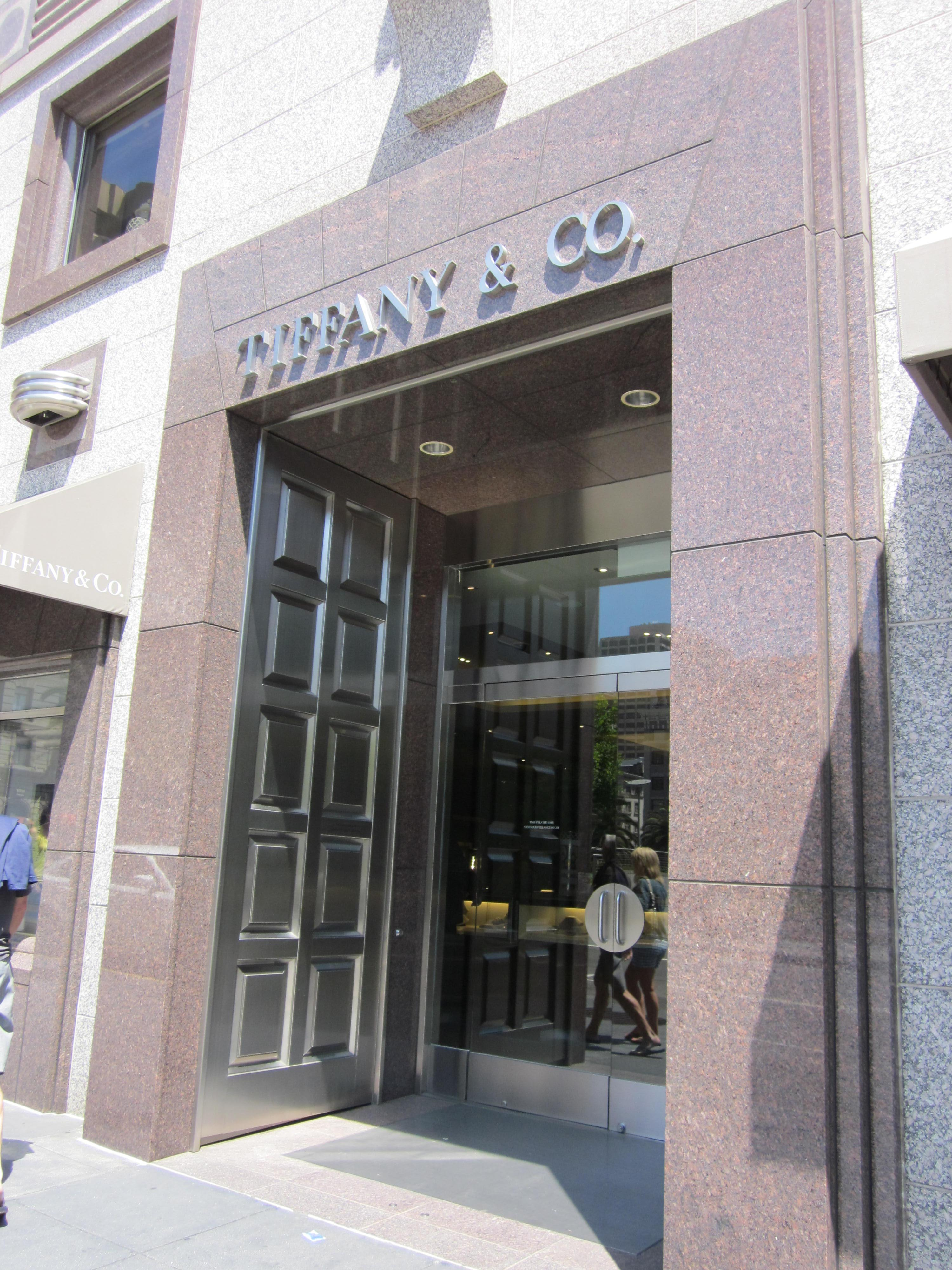
São Francisco
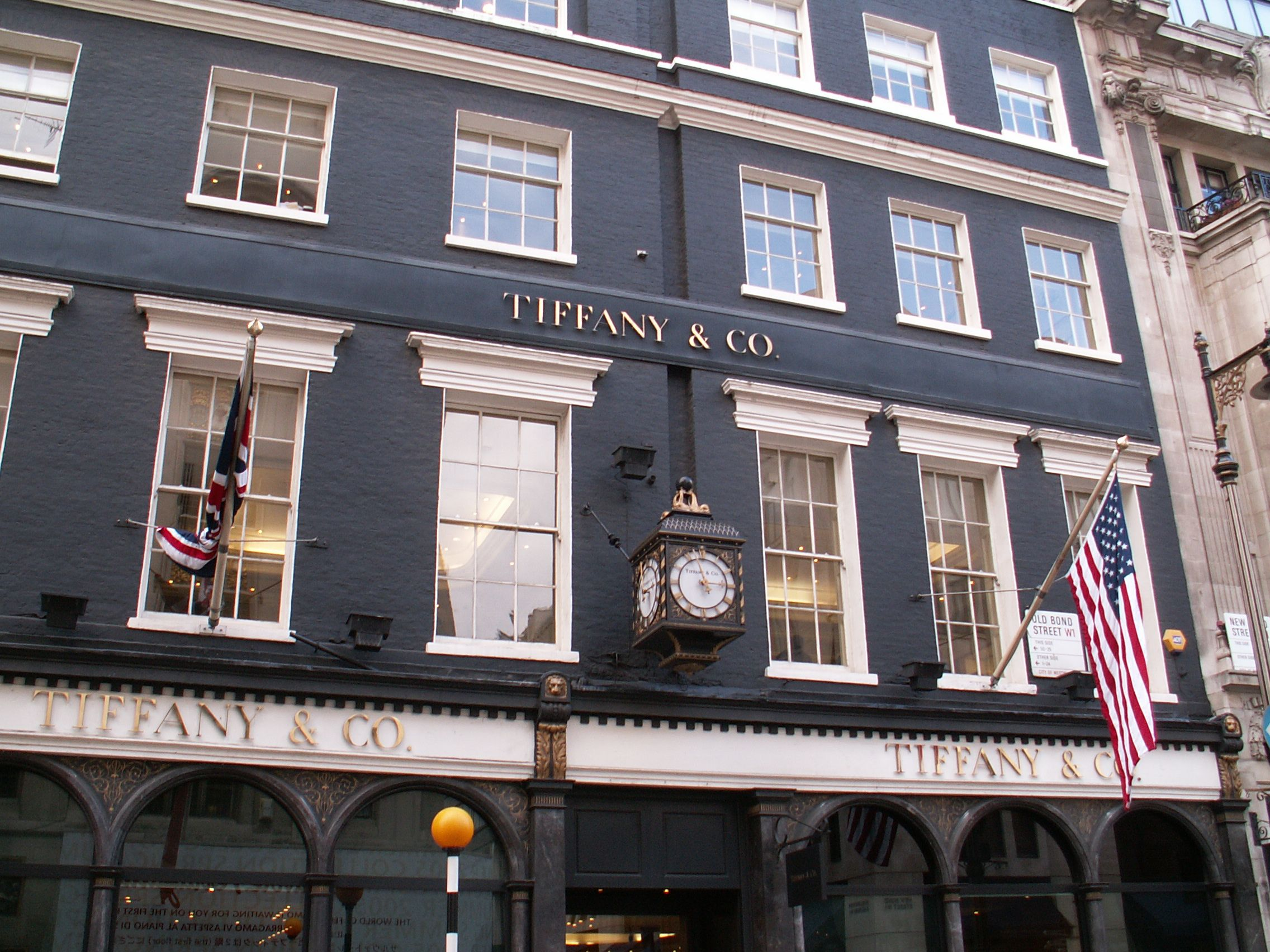
Londres
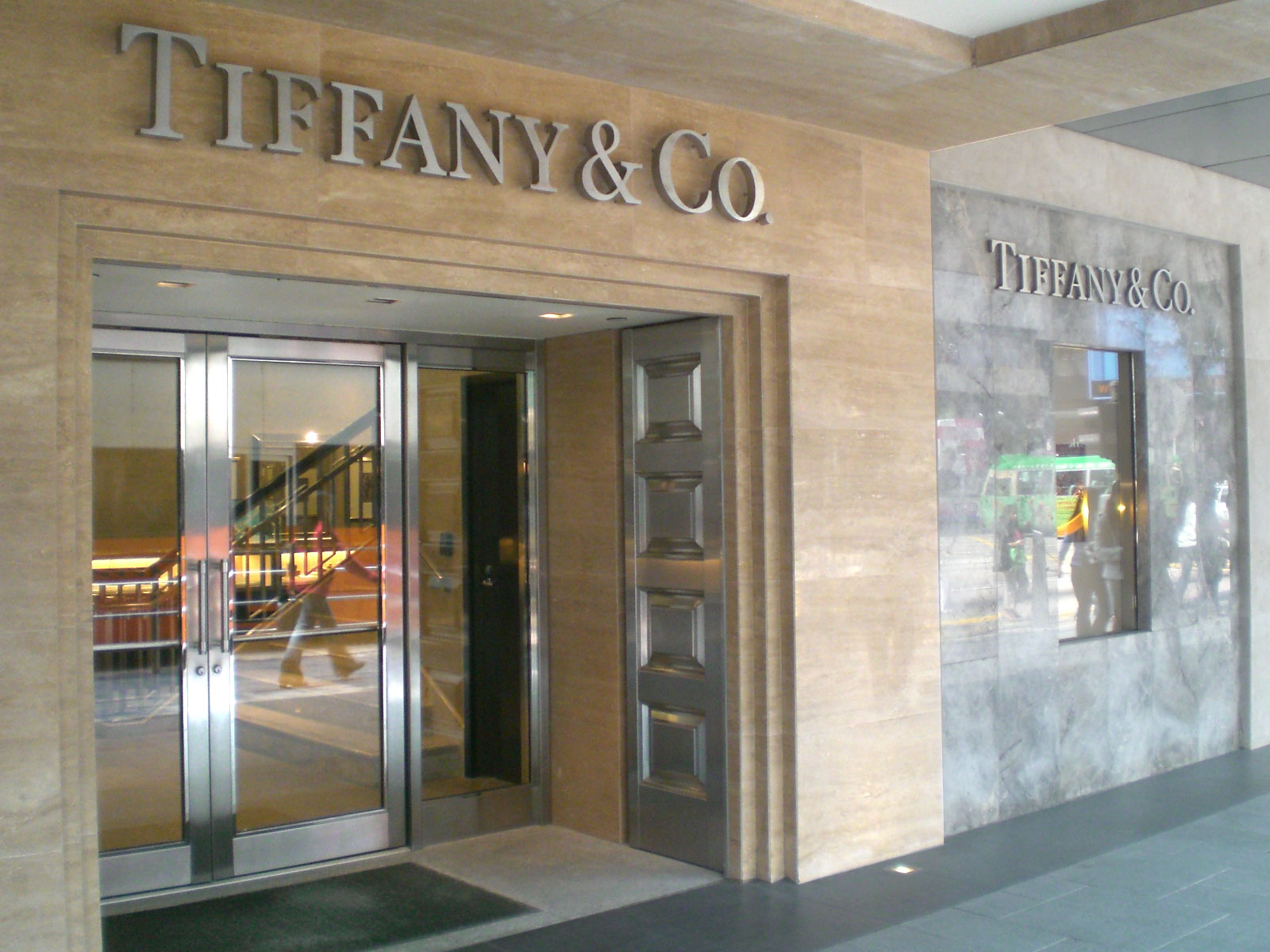
Hong Kong
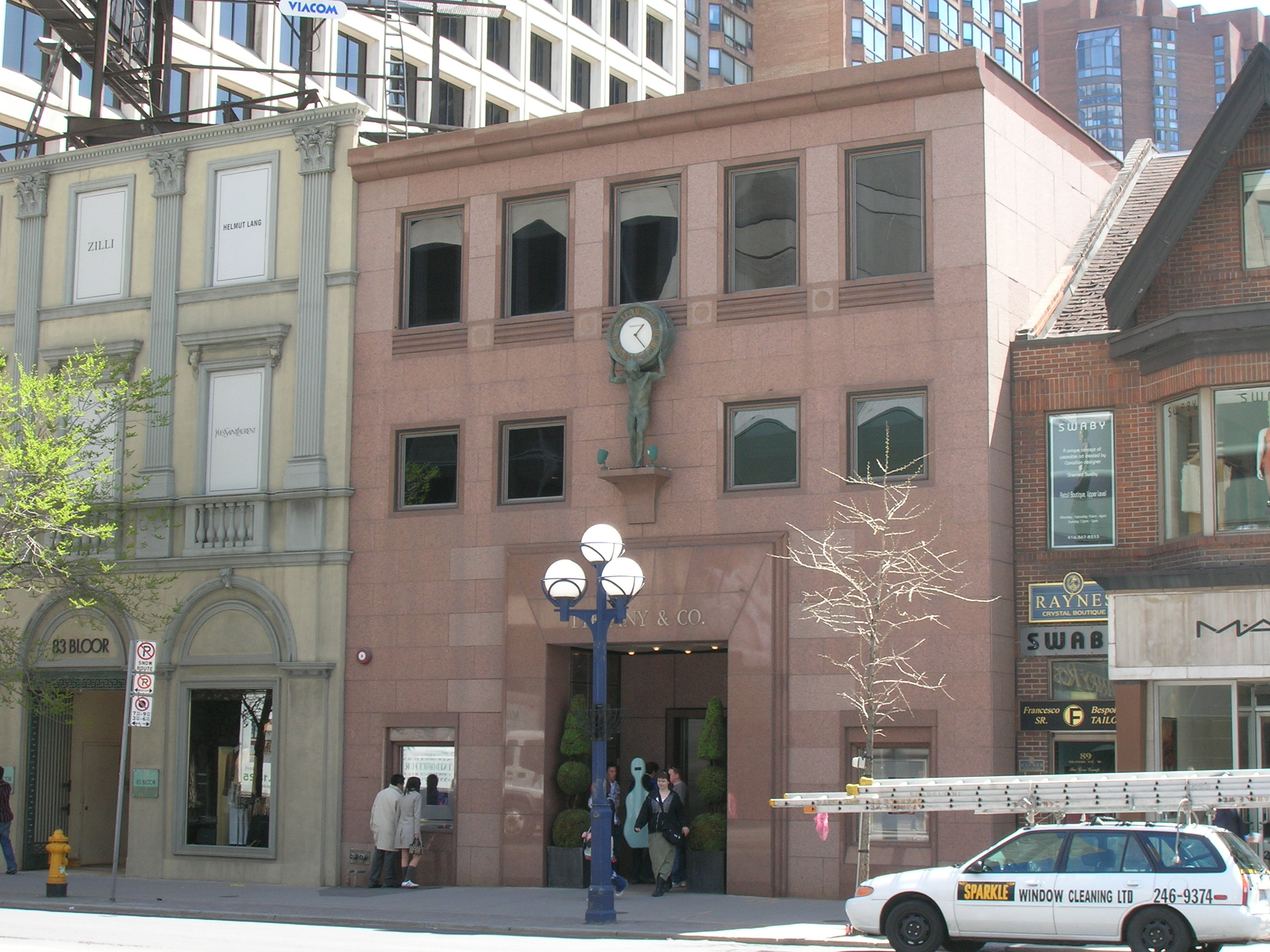
Toronto